# Persone di cognome Leonard
| Questa pagina contiene informazioni ricavate automaticamente dalle voci biografiche con l'ausilio del template Bio e di un bot. L'aggiornamento è periodico e automatico e ricostruisce completamente la pagina. Se manca una persona in questa lista, sei pregato di non aggiungerla, ma accertati piuttosto che la sua voce biografica contenga il template Bio e che i dati anagrafici siano correttamente compilati. Se il template Bio manca, inseriscilo tu stesso o, in alternativa, metti l'avviso {{tmp\|Bio}} che ne segnala la mancanza. Se i dati riportati sono sbagliati, correggi direttamente la voce biografica; le modifiche saranno visibili in questa lista entro pochi giorni. Per chiarimenti vedi il progetto biografie. La lista contiene solo le 43 persone che sono citate nell'enciclopedia e per le quali è stato implementato correttamente il template Bio. Pagina aggiornata al 3 nov 2022. |

Questa è una lista di persone presenti nell'enciclopedia che hanno il cognome Leonard, suddivise per attività principale.

## Allenatori di calcio(1)
- Keith Leonard, allenatore di calcio e ex calciatore inglese (Birmingham, n.1950)

## Astronomi(1)
- Gregory J. Leonard, astronomo statunitense

## Attivisti(1)
- Annie Leonard, attivista statunitense (Seattle, n.1964)

## Attori(5)
- Barbara Leonard, attrice statunitense (San Francisco, n.1908 - Orange, † 1971)
- Emma Leonard, attrice e doppiatrice australiana (Brisbane, n.1984)
- Lydia Leonard, attrice britannica (Parigi, n.1981)
- Queenie Leonard, attrice e cantante britannica (Londra, n.1905 - Los Angeles, † 2002)
- Robert Sean Leonard, attore statunitense (Westwood, n.1969)

## Attori teatrali(1)
- Marion Leonard, attrice teatrale e attrice cinematografica statunitense (Cincinnati, n.1881 - Woodland Hills, † 1956)

## Calciatori(2)
- Mark Leonard, ex calciatore inglese (St Helens, n.1962)
- Ryan Leonard, calciatore inglese (Plymouth, n.1992)

## Cantanti(1)
- Ted Leonard, cantante e chitarrista statunitense (Arcadia, n.1971)

## Cestisti(5)
- Fessor Leonard, cestista statunitense (Columbus, n.1953 - Canobbio, † 1978)
- Gary Leonard, ex cestista statunitense (Belleville, n.1967)
- Kawhi Leonard, cestista statunitense (Riverside, n.1991)
- Meyers Leonard, cestista statunitense (Robinson, n.1992)
- Slick Leonard, cestista, allenatore di pallacanestro e dirigente sportivo statunitense (Terre Haute, n.1932 - Indianapolis, † 2021)

## Compositori(1)
- Patrick Leonard, compositore, tastierista e produttore discografico statunitense (Chicago, n.1955)

## Drammaturghi(2)
- Hugh Leonard, drammaturgo, sceneggiatore e saggista irlandese (Dublino, n.1926 - Dalkey, † 2009)
- Frederick Lonsdale, drammaturgo, sceneggiatore e librettista inglese (Saint Helier, n.1881 - Londra, † 1954)

## Fotografi(1)
- Herman Leonard, fotografo statunitense (Allentown, n.1923 - Los Angeles, † 2010)

## Giocatori di baseball(1)
- Buck Leonard, giocatore di baseball statunitense (Rocky Mount, n.1907 - Rocky Mount, † 1997)

## Giocatori di curling(1)
- John Leonard, giocatore di curling canadese

## Giocatori di football americano(1)
- Shaquille Leonard, giocatore di football americano statunitense (Nichols, n.1995)

## Golfisti(1)
- Justin Leonard, golfista statunitense (Dallas, n.1972)

## Grecisti(1)
- Miriam Leonard, grecista e accademica britannica (Londra, n.1977)

## Mezzosoprani(1)
- Isabel Leonard, mezzosoprano statunitense (New York, n.1982)

## Modelli(1)
- Hollyanne Leonard, supermodella canadese (Gloucester, Ontario, n.1978)

## Pentatleti(1)
- Charles Leonard, pentatleta statunitense (Fort Snelling, n.1913 - Fort Belvoir, † 2006)

## Pugili(2)
- Benny Leonard, pugile statunitense (New York City, n.1896 - † 1947)
- Sugar Ray Leonard, ex pugile statunitense (Rocky Mount, n.1956)

## Registi(3)
- Brett Leonard, regista, sceneggiatore e produttore cinematografico statunitense (Toledo, n.1959)
- Robert Z. Leonard, regista, attore e produttore cinematografico statunitense (Chicago, n.1889 - Beverly Hills, † 1968)
- Sheldon Leonard, regista, attore e produttore televisivo statunitense (New York, n.1907 - Beverly Hills, † 1997)

## Rugbisti a 15(3)
- Anton Leonard, ex rugbista a 15 e allenatore di rugby a 15 sudafricano (Durban, n.1974)
- Brendon Leonard, ex rugbista a 15 neozelandese (Morrinsville, n.1985)
- Jason Leonard, ex rugbista a 15 britannico (Dagenham, n.1968)

## Scrittori(3)
- Elmore Leonard, scrittore, sceneggiatore e produttore cinematografico statunitense (New Orleans, n.1925 - Detroit, † 2013)
- E. L. James, scrittrice britannica (Londra, n.1963)
- John Leonard, scrittore e critico letterario statunitense (Washington, n.1939 - New York, † 2008)

## Tennisti(2)
- Edgar Leonard, tennista statunitense (West Newton, n.1881 - New York, † 1948)
- Tom Leonard, ex tennista statunitense (Des Moines, n.1948)

## Vescovi cattolici(1)
- Vincent Martin Leonard, vescovo cattolico statunitense (Pittsburgh, n.1908 - Pittsburgh, † 1994)